# Chalcophaps longirostris
A Chalcophaps longirostris a madarak (Aves) osztályának galambalakúak (Columbiformes) rendjébe és a galambfélék (Columbidae) családjába tartozó faj.

## Rendszerezése
A fajt John Gould angol ornitológus írta le 1848-ban. Egyes szervezetek szerint a zöldszárnyú galamb (Chalcophaps indica) alfaja  Chalcophaps indica longirostris néven.

## Előfordulása
Ausztrália, Indonézia, Új-Kaledónia, a Norfolk-sziget, Pápua Új-Guinea, Kelet-Timor és Vanuatu területén honos.
A természetes élőhelye szubtrópusi és trópusi síkvidéki- és hegyi esőerdők, mangroveerdők, valamint ültetvények és szántóföldek. Állandó nem vonuló faj.

## Megjelenése
Testhossza 23–27 centiméter, testtömege 140–192 gramm.

## Életmódja
Vetőmagvakkal és gyümölcsökkel táplálkozik.

## Természetvédelmi helyzete
Az elterjedési területe rendkívül nagy, egyedszáma ugyan csökkenő, de még a Természetvédelmi Világszövetség Vörös listáján nem fenyegetett kategóriában szerepel.

## Külső hivatkozások
- Képek az interneten a fajról
- Xeno-canto.org - a faj hangja és elterjedési területe